# Marino Faliero (opera)

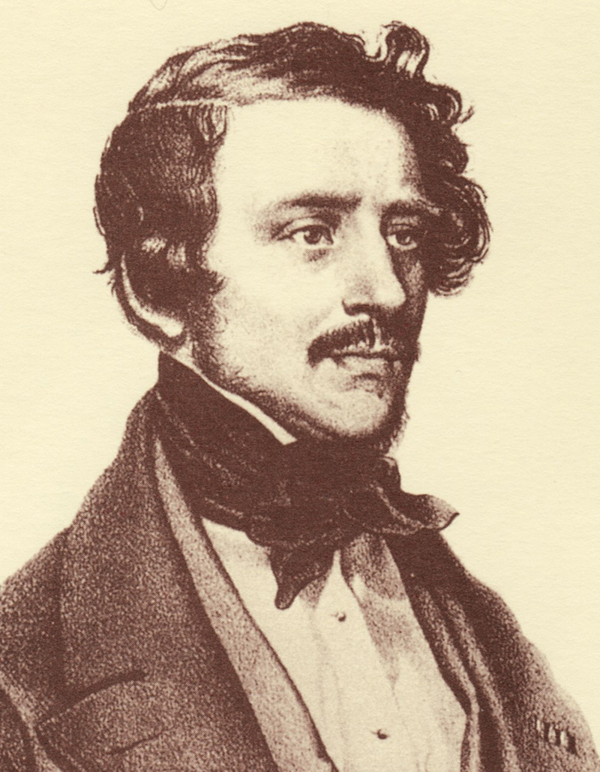
Gaetano Donizetti.

Marino Faliero är en italiensk opera i tre akter med musik av Gaetano Donizetti och libretto av Giovanni Emanuele Bidéra och Agostino Ruffini efter pjäsen med samma namn av Casimir Delavigne (1829), som i sin tur bygger på lord Byrons pjäs med samma namn (1821). Den historiske Marino Falieri var doge av Venedig 1354–1355.

## Historia
Operan skrevs för det italienska operasällskapet Comédie-Italienne i Paris på uppmaning av Gioacchino Rossini. Tre månader före premiären av Marino Faliera hade Vincenzo Bellini premiär på sin I puritani som gjorde stor succé. När Marino Faliera hade premiär den 12 mars 1835 jämfördes den med Bellinis opera och ansågs inte lika bra. Det var Donizettis första operapremiär i Paris.

## Personer
- Marin Faliero, Doge av Venedig (bas)
- Israele Bertucci, chef för Venedigs Arsenalen (baryton)
- Fernando, Falieros vän och förälskad i Elena (tenor)
- Steno, medlem av De Fyrtios Råd (bas)
- Leoni, medlem av De Tios Råd (tenor)
- Elena, Dogens hustru (sopran)
- Irene, Elenas tjänarinna (sopran)
- Vincenzo, Dogens tjänare (tenor)
- Beltrame, skulptör (bas)
- Pietro, en gondoljär (bas)
- Guido, en fiskare (bas)
- Riddare, hantverkare, fiskare, tjänare, soldater (kör)

## Handling
Dogens fiende Steno har anklagat Falieros hustru Elena för otrohet med Fernando, hennes makes unge nevö. På en bal förolämpas Elena av en maskerad man. Fernando känner igen Steno och utmanar honom på duell i vilken Fernando såras dödligt. Faliero svär hämnd men hans plan förråds. Medan Faliero berättar om Fernandos död för Elena anländer vakter för att arrestera dogen. Han döms till döden och tillåts träffa sin hustru en sista gång. Elena erkänner att hon älskade Fernando. Dogen förlåter henne och förs bort till avrättning. Elena svimmar då yxan faller.